# Christ lag in Todes Banden (BWV 4)
Christ lag in Todes Banden, Christ lag in Todesbanden (BWV 4) – kantata skomponowana przez Johanna Sebastiana Bacha na niedzielę Wielkanocną. Podstawę kantaty stanowi chorał skomponowany przez Marcina Lutra w 1524 roku, na podstawie łacińskiej sekwencji Victimae paschali laudes z XI wieku, oraz spopularyzowanej w wersji zmienionej jako pieśń Christ ist erstanden.

## Tekst
| Christ lag in Todesbanden Für unsre Sünd gegeben, Er ist wieder erstanden Und hat uns bracht das Leben; Des wir sollen fröhlich sein, Gott loben und ihm dankbar sein Und singen halleluja, Halleluja! Den Tod niemand zwingen kunnt Bei allen Menschenkindern, Das macht' alles unsre Sünd, Kein Unschuld war zu finden. Davon kam der Tod so bald Und nahm über uns Gewalt, Hielt uns in seinem Reich gefangen. Halleluja! Jesus Christus, Gottes Sohn, An unser Statt ist kommen Und hat die Sünde weggetan, Damit dem Tod genommen All sein Recht und sein Gewalt, Da bleibet nichts denn Tods Gestalt, Den Stach'l hat er verloren. Halleluja! Es war ein wunderlicher Krieg, Da Tod und Leben rungen, Das Leben behielt den Sieg, Es hat den Tod verschlungen. Die Schrift hat verkündigt das, Wie ein Tod den andern fraß, Ein Spott aus dem Tod ist worden. Halleluja! Hier ist das rechte Osterlamm, Davon Gott hat geboten, Das ist hoch an des Kreuzes Stamm In heißer Lieb gebraten, Das Blut zeichnet unsre Tür, Das hält der Glaub dem Tode für, Der Würger kann uns nicht mehr schaden. Halleluja! So feiern wir das hohe Fest Mit Herzensfreud und Wonne, Das uns der Herre scheinen lässt, Er ist selber die Sonne, Der durch seiner Gnade Glanz Erleuchtet unsre Herzen ganz, Der Sünden Nacht ist verschwunden. Halleluja! Wir essen und leben wohl In rechten Osterfladen, Der alte Sauerteig nicht soll Sein bei dem Wort der Gnaden, Christus will die Koste sein Und speisen die Seel allein, Der Glaub will keins andern leben. Halleluja! | Legł Chrystus w śmierci pętach Za nasz to grzech wydany, Lecz oto powstał z martwych, Stąd i my żywot mamy. Więc się cieszmy ile tchu I oddajmy chwałę Mu Śpiewając: Alleluja, Alleluja. Zmóc śmierci nikt nie zdoła Wśród dzieci świata tego. O karę grzech nasz woła. I nie masz niewinnego. Przez to przyszła śmierci noc, Która ma nad nami moc, Która nas uwięziła. Alleluja. Jezus Chrystus Boży Syn Miejsce wszak nasze zajął. Grzechy nasze krwią swą zmyl, Śmierci broń wytrącając. Gdzież więc śmierć moc swoją ma? Pozór śmierci tylko trwa: Oścień swój już straciła. Alleluja. Toć przedziwny to był bój, Co ze śmiercią życie miało; Odniosło w niej tryumf swój: Śmierć połknęło całą. W Piśmie napisane jest: W śmierci Pana - śmierci kres. Kpiną tylko śmierć została. Alleluja. Tak baranka paschalnego Bóg daje na ołtarze: Na pniu krzyża sprawionego W Jego miłości żarze. Wierzym więc, że nasze drzwi Są znaczone śladem krwi, Dusiciel nam nie groźny. Alleluja. Do święta powód jest nam dan, Radości tak gorącej, Gdyż dziś się nam objawił Pan I sam jest dla nas słońcem, Bo przez laski światło Pan Serca mrok rozjaśnił nam. Noc grzechu przeminęła. Alleluja. Więc życia dla nas nadszedł czas, Przaśników spożywania. Teraz starego ciasta kwas Nie znajdzie już uznania. Chrystus chce strawą być nam, Dusze nasze żywić sam. Tylko tym żyć chce wiara. Alleluja. |